# Anacroneuria caraa
Anacroneuria caraa är en bäcksländeart som beskrevs av De Ribeiro och Froehlich 2007. Anacroneuria caraa ingår i släktet Anacroneuria och familjen jättebäcksländor. Inga underarter finns listade i Catalogue of Life.